# 조터

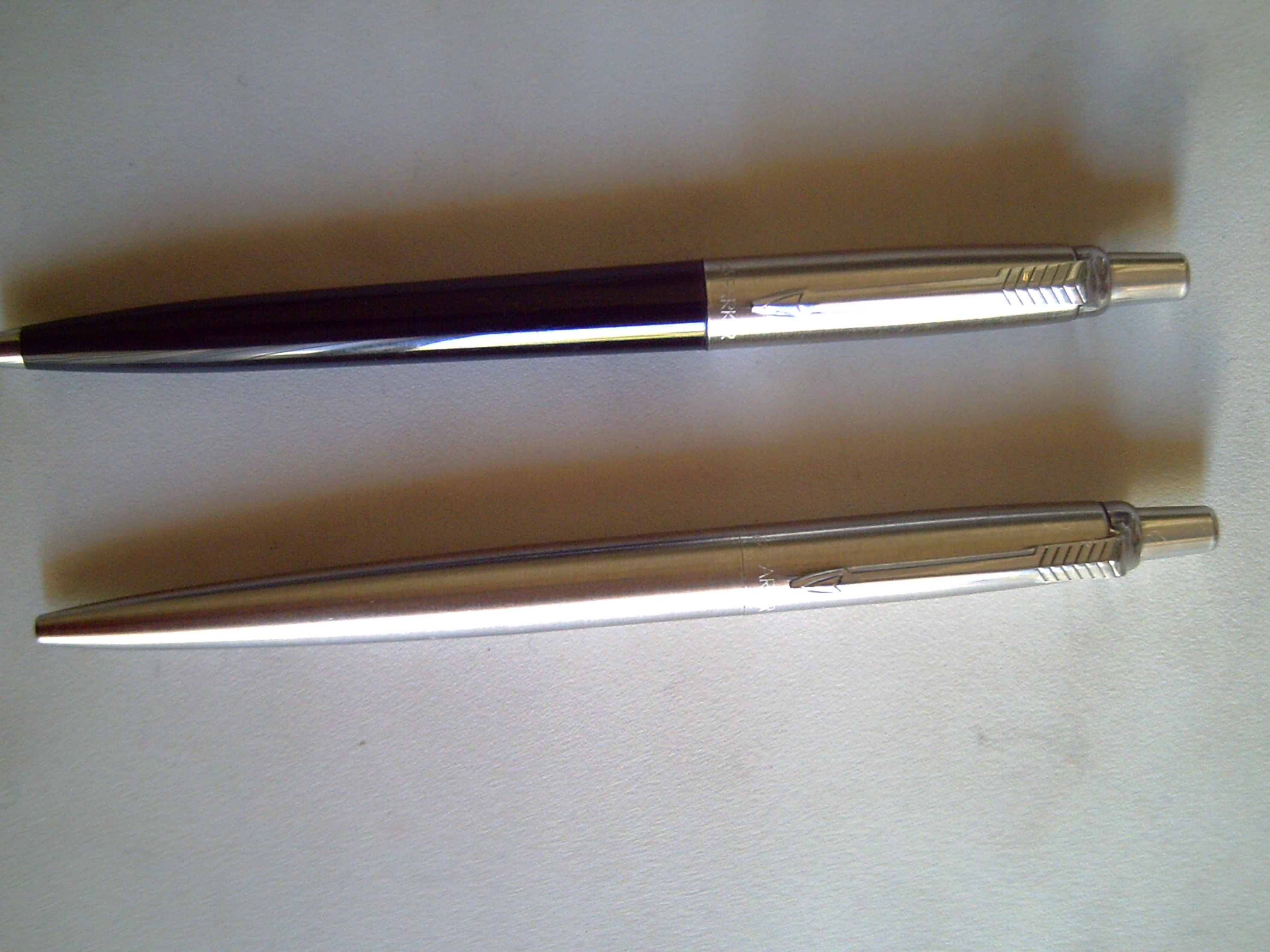
파커 조터 볼펜

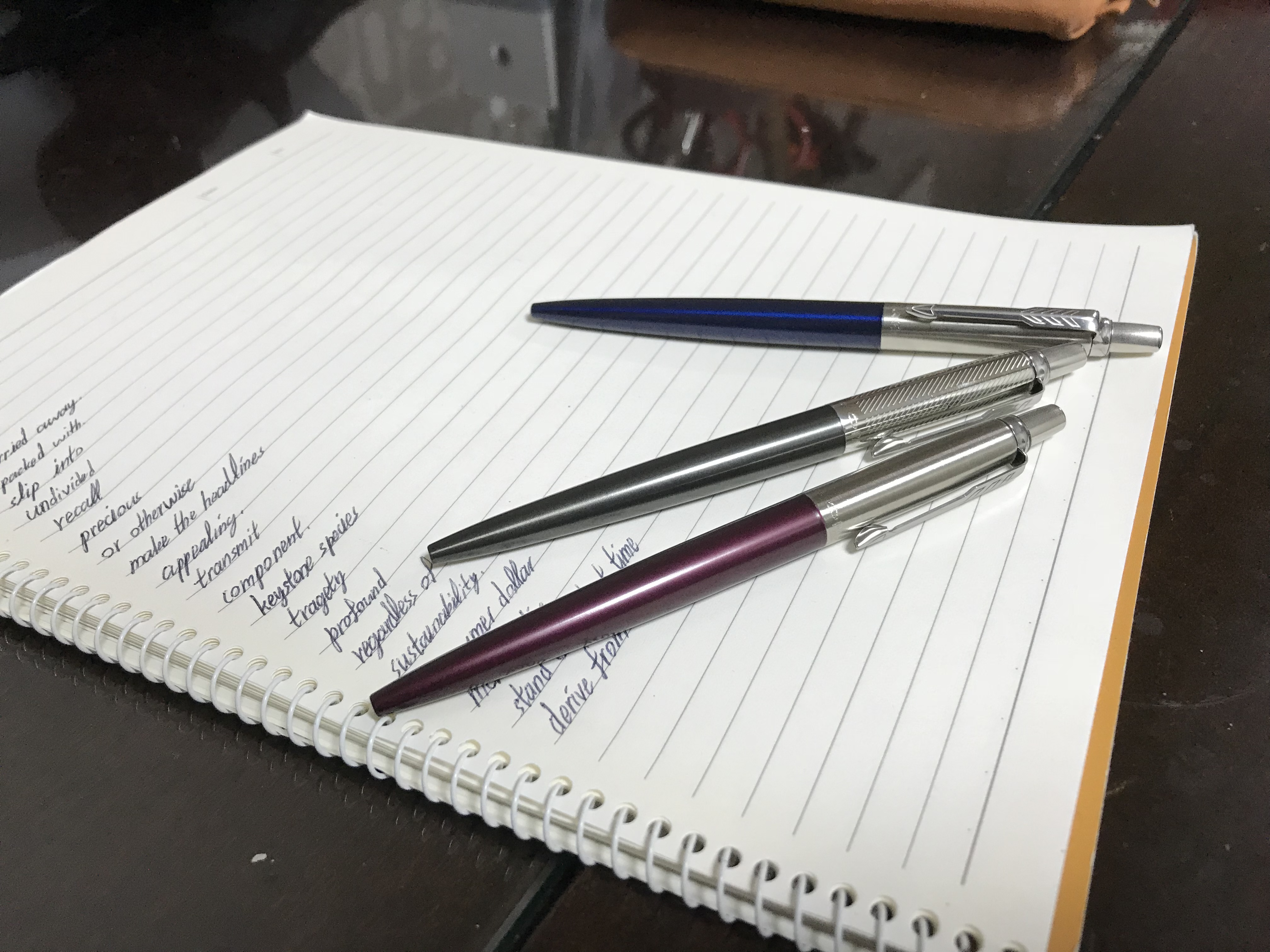
인수 뒤 새롭게 디자인 된 조터 볼펜

파커 조터(Jotter)는 미국 파커가 생산하는 볼펜이다. 2번째로 개발된 볼펜이자 베스트셀러 볼펜이다. 이후에는 샤프 펜슬, 만년필, 수성펜도 출시했지만, 볼펜이 가장 유명하다.

## 역사
1954년 출시되었으며, 전세계에 7억 5천만개의 조터 볼펜이 팔렸다.
파커의 공장은 미국 위스콘신주 제인스빌에 있었지만, 1999년 영국 뉴헤븐으로 이사했다. 2010년 영국 공장을 문닫고 프랑스 낭트로 이사했다. 조터는 이제 "메이드 인 프랑스"라고 찍혀서 생산된다. 프랑스제는 보다 비싼 가격에 거래된다.
인도와 중국 공장에서도 조터 볼펜을 생산한다. 이베이에서는 인도산 조터 볼펜과 리필이 전세계 무료배송으로 매우 싸게 거래되고 있으며, 대형 문구점에서는 중국산 조터를 자주 볼 수 있다.
조터 볼펜은 캐나다, 영국, 호주, 브라질, 독일, 콜롬비아, 멕시코, 인도, 중국, 아르헨티나에서 생산되었다. 수집가들은 생산국별로 조터를 수집하며, 일부 국가 제품은 희귀성으로 인해 미국산, 영국산 보다 비싸게 거래된다.

## 같이 보기
- 파커 51
- 볼펜
- 필기구